# Charisma Carpenter

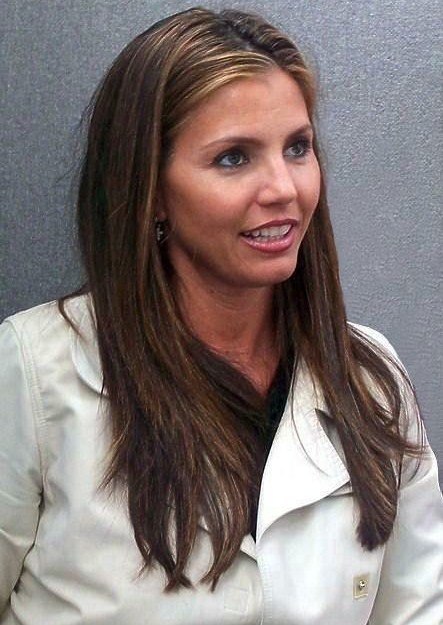
Charisma Carpenter (2007)

Charisma Lee Carpenter (ur. 23 lipca 1970 w Las Vegas) – amerykańska aktorka.
Ze strony ojca ma korzenie niemiecko-francuskie, a ze strony matki – hiszpańsko-czirokeskie.

## Wczesne życie i edukacja
Charisma Carpenter urodziła się 23 lipca 1970 roku w Las Vegas, Nevada, jako córka Donalda Carpentera, sprzedawcy, i Christine, pracowniczki urzędu hrabstwa. Dorastała w różnych częściach USA, m.in. w Meksyku, Kalifornii i Nevadzie. Uczęszczała do szkoły średniej Bonita Vista High School w Chula Vista w Kalifornii, a następnie studiowała w Bishop Gorman High School w Las Vegas. Później rozpoczęła naukę w szkole aktorskiej, a przed rozpoczęciem kariery pracowała m.in. jako instruktorka aerobiku i kelnerka.

## Filmografia

### aktorka
- Timemaster (1995)
- Josh Kirby... Time Warrior: Chapter 1, Planet of the Dino-Knights (1995) jako Beth Sullivan
- Josh Kirby... Time Warrior: Chapter 2, the Human Pets (1995) jako Beth Sullivan
- Plaże Malibu (1996, Malibu Shores) jako Ashley Green
- Josh Kirby... Time Warrior: Chapter 6, Last Battle for the Universe (1996) jako Beth Sullivan
- Buffy: Postrach wampirów (1996−1999, Buffy the Vampire Slayer) jako Cordelia Chase
- Anioł ciemności (1999−2004, Angel) jako Cordelia Chase
- Co facetom w głowie siedzi (2001, The Groomsmen) jako Kim
- Chłopak pilnie poszukiwany (2003, See Jane Date) jako Jane Grant
- Like Cats and Dogs (2004) jako Sarah
- Port lotniczy LAX (2004, LAX) jako Julie Random
- Księżyc Voodoo (2005, Voodoo Moon) jako Heather
- Czarodziejki (2005, Charmed) jako Wyrocznia Kyra
- Weronika Mars (2005–2006, Veronica Mars) jako Kendall Cassablancas
- Niebezpieczny romans (2006, Flirting with Danger) jako Laura Clifford
- Klub niewiernych żon (2006, Cheaters' Club) jako Linda
- Greek (2007–2011) jako Tegan Walker
- Miecz Prawdy  (2009, Legend of the Seeker) jako Triana
- Niezniszczalni (2010, The Expendables) jako Lacy
- Dom z kości (2010, House of Bones) jako Heather
- Psychosis (2010) jako Susan
- Nie z tego świata (2011, Supernatural) jako wiedźma Maggie
- Obsesja (2011) jako Sonia Paston
- Niezniszczalni 2 (2012, The Expendables 2) jako Lacy
- The Lying Game (2012–2013) jako Annie 'Rebecca' Sewell